# Gmina Makee

Położenie Gminy Makee w hrabstwie Allamakee

Gmina Makee (ang. Makee Township) – gmina w USA, w stanie Iowa, w hrabstwie Allamakee. Według danych z 2000 roku gmina miała 4 380 mieszkańców.